# Sucking the monkey
A la Royal Navy, sucking the monkey, bleeding the monkey, o tapping the admiral era la pràctica d'aspirar licors des d'una bóta a través d'una palla. Normalment es tractava de fer un petit forat amb una barrina en un barril per xuclar el contingut amb una palla. S'hi afegia que la gent podia morir d'intoxicació etílica, per aquesta pràctica,.

## Tocant l'almirall
L'almirall Nelson va ser mort al final de la batalla de Trafalgar per un franctirador francès mentre es trobava a bord del seu vaixell, el Victory. Després de la seva victòria a la batalla de Trafalgar, el cos de l'almirall es va conservar en una bóta d'aiguardent o rom, per permetre el seu transport cap a Anglaterra. A l'arribada, però, es explica que es va obrir el cofre i es trobava mig buit. El cos adobat va ser retirat i, després de la inspecció, es va descobrir que els mariners havien fet un forat al fons de la bóta i havien begut part del brandi/rom. Així, aquest conte serveix de base per a la utilització del terme "sang de Nelson" per descriure el brandi/rom. També serveix de base per al terme que es fa servir l'almirall que s'utilitza per descriure l'afició subreptícia de veure de la bóta a través d'una palla.
Els detalls de la història han estat discutits, ja que molts historiadors afirmen que el barril contenia brandi  Francès, d'altres afirmen que era rom i finalment alguns sostenen que l'originen l'expressió tapping the admiral ve simplement d'un brindis a l'almirall Nelson. Les variacions de la història, que inclouen diferents detalls notables, i diferents tipus d'alcohol, han estat en circulació durant molts anys. El registre oficial estableix simplement que el cos estava conserva dins d'un barril en "esperits refinats" i no entra en més detalls.
A Kentish Town, Londres, "Tapping the Admiral", un pub reconegut per la gran qualitat de la seva cervesa, ha rebut el nom del conte.